# 大舘家氏
大舘 家氏（おおだち いえうじ、生没年不詳）は、鎌倉時代の武士。新田政義の次男。兄は家督を継いだ新田政氏、弟に堀口家貞（堀口氏祖）。子に綿打為氏と大舘宗氏と金谷重氏と有氏がいる。
家氏は水田を巡る抗争で、園田庄の当主である園田秀俊（藤姓足利氏一族）と（母系が）新田一族の岩松経兼とその子の岩松朝兼・岩松政経兄弟と争い、惣領家の新田基氏の擁護を受けた。しかし、幕府から園田・岩松の両氏に優位になるような裁定を受けた。